# Jacob Abel
Jacob Abel (Lexington, Kentucky, 9 maart 2001) is een Amerikaans autocoureur.

## Autosportcarrière
Abel begon zijn autosportcarrière in het formuleracing in het Amerikaanse Formule 4-kampioenschap in 2017, waarin hij uitkwam voor Abel Motorsports, het team van zijn vader. Hij kende een redelijk debuutseizoen, waarin een achtste plaats op de Indianapolis Motor Speedway zijn beste resultaat was. Met 9 punten eindigde hij op plaats 24 in het klassement. Daarnaast reed hij dat jaar in het raceweekend op de Mid-Ohio Sports Car Course van de U.S. F2000 bij Newman Wachs Racing en eindigde de races als zestiende en dertiende.
In 2018 kwam Abel uit in zowel de Amerikaanse Formule 4 als in het Amerikaanse Formule 3-kampioenschap voor het familieteam, maar miste in beide klassen een aantal races. In de Formule 4 behaalde hij zijn beste resultaat met een zesde plaats op Mid-Ohio, maar kwam hij niet in actie tijdens de laatste twee raceweekenden. Daardoor werd hij vijftiende in de eindstand met 24 punten. In de Formule 3 behaalde hij drie podiumplaatsen op het New Jersey Motorsports Park en een op het NOLA Motorsports Park, waardoor hij met 124 punten vierde werd in de eindstand. Daarnaast nam hij deel aan vijf races van de U.S. F2000, waarin een tiende plaats op Road America zijn beste klassering was.
In 2019 reed Abel in vier raceweekenden van de Amerikaanse Formule 3. Hij behaalde zijn eerste twee overwinningen op Road Atlanta en stond in zes andere races op het podium. Hierdoor werd hij met 155 punten opnieuw vierde in het klassement. Daarnaast reed hij dat jaar ook in het grootste deel van het Indy Pro 2000 Championship-seizoen. Twee vijfde plaatsen op de Lucas Oil Raceway en Laguna Seca waren zijn beste klasseringen en hij werd met 198 punten negende in het klassement.
In 2020 maakte Abel de overstap naar het Formula Regional Americas Championship (FRAC). Hij behaalde een podiumplaats op de Sebring International Raceway en eindigde in bijna alle races in de punten. Met 133 punten werd hij vijfde in het kampioenschap. Daarnaast reed hij dat jaar in zeven races van de Indy Pro 2000, waarin hij onder meer een podiumplaats behaalde op Mid-Ohio. Hier werd hij met 107 punten veertiende in het kampioenschap.
In 2021 reed Abel voor het eerst een volledig seizoen in de Indy Pro 2000. Hij behaalde twee podiumplaatsen op Road America en Mid-Ohio, waardoor hij met 292 punten zesde werd in het klassement. Daarnaast reed hij in een raceweekend van het FRAC op Mid-Ohio, waarin hij een overwinning en een andere podiumfinish behaalde. Daarnaast reed hij in vier races van de GT World Challenge America bij Racers Edge Motorsports, waarin hij in de Pro-Am-klasse een overwinning behaalde op Watkins Glen International. Ook reed hij in twee raceweekenden van de Stadium Super Trucks en behaalde hierin een podiumplaats op het Nashville Street Circuit, en reed hij in een race in de GTD-klasse van het IMSA SportsCar Championship bij Compass Racing.
In 2022 stapt Abel over naar de Indy Lights, waarin hij opnieuw uitkomt voor het familieteam Abel Motorsports.